# Keene, Ontario
Keene är en ort i Kanada.   Den ligger i provinsen Ontario, i den sydöstra delen av landet, 230 km sydväst om huvudstaden Ottawa. Keene ligger 227 meter över havet.
Terrängen runt Keene är platt. Närmaste större samhälle är Peterborough, 13,2 km väster om Keene. 